# Dasineura carpophaga
Dasineura carpophaga är en tvåvingeart som först beskrevs av Erin A. Tripp 1955.  Dasineura carpophaga ingår i släktet Dasineura och familjen gallmyggor.
Artens utbredningsområde är Ontario. Inga underarter finns listade i Catalogue of Life.